# Улица Зои Воскресенской
Улица Зои Воскресенской — улица на севере Москвы в районе Беговой Северного административного округа между Беговой улицей и 1-м Боткинским проездом.

## Происхождение названия
Проектируемый проезд № 1285 получил название улица Зои Воскресенской в октябре 2017 года. Улица была названа в память о советской разведчице и детской писательнице З. И. Воскресенской (1907—1992), лауреате Государственной премии СССР.

## Описание
Улица начинается от Беговой улицы, проходит на северо-запад до 1-м Боткинского проезда.